# 第四国际
第四国际（英語：Fourth International，缩写为FI），又称世界社会主义革命党（World Party of Socialist Revolution），是由流亡海外的苏联领导人之一列夫·托洛茨基及其支持者创建的国际性联合组织。该组织创建于1938年9月，与约瑟夫·斯大林控制的共产国际（第三国际）相抗衡。在1940年托洛茨基遇刺身亡后，第四国际不断分裂，其中规模和影响最大的是1953年的分裂。
第四国际的前身是1929年托洛茨基等人组织的国际左翼反对派，在政治上宣称继承共产国际前四次大会的政纲和决议（共产国际前三次大会的宣言乃至共产国际前身齐美尔瓦尔德国际的宣言的主要执笔人正是托洛茨基）。
目前，第四国际仍然是影响力最大的托洛茨基主义国际组织。

## 歷史

### 早期

第四國際標誌

托洛茨基于1929年被苏联驱逐出境后，创办《反对派公报》，建立国际托派组织，号召各国的支持者留在共产党内作为一个左翼反对派以“纠正”党的路线。1933年希特勒在德国执政后，托洛茨基这才认为受斯大林主义支配的第三国际已不可救药，宣布他们的活动方针不是对共产国际进行改革、而是同它决裂，认为苏联需要一场政治革命切除官僚专权集团这个“恶性肿瘤”，故开始筹建第四国际。由于托洛茨基一直寄希望于通过社会革命使国际应运而生（有类似先例：即第三国际早在1915年就开始酝酿，但直到1917年十月革命和1918年德国革命后第三国际才有了空前广大的建立基础和迫切需要，第三国际于1919年建立），加上当时一些欧美资本主义国家出现了很可观的工人阶级革命高涨（尤其是1930年代中期的美国、1935年以后的法国和西班牙），所以托洛茨基迟迟不打算宣布第四国际成立，因此他与他的追随者也发生过许多争论。1938年9月，在巴黎举行第四国际成立大会，宣布建立世界社会主义革命党。托洛茨基为大会起草了题为《资本主义的垂死呻吟和第四国际的任务》（《过渡纲领》）的文件，宣称建立社会主义的历史条件不仅已经成熟，“而且已经开始有些腐烂了”。人类出现的危机是“ 革命领导的危机 ”，第四国际的建立就是为了解决这个危机。主张实行“不断革命”和“世界革命”，建立“世界社会主义联邦”。它认为“最低纲领”和“最高纲领”之间的划分已经过时，而提出“过渡纲领”，即根据十月革命的经验提出从怎样计算工时到建立劳动者政府的一系列过渡性的要求 。

### 发展

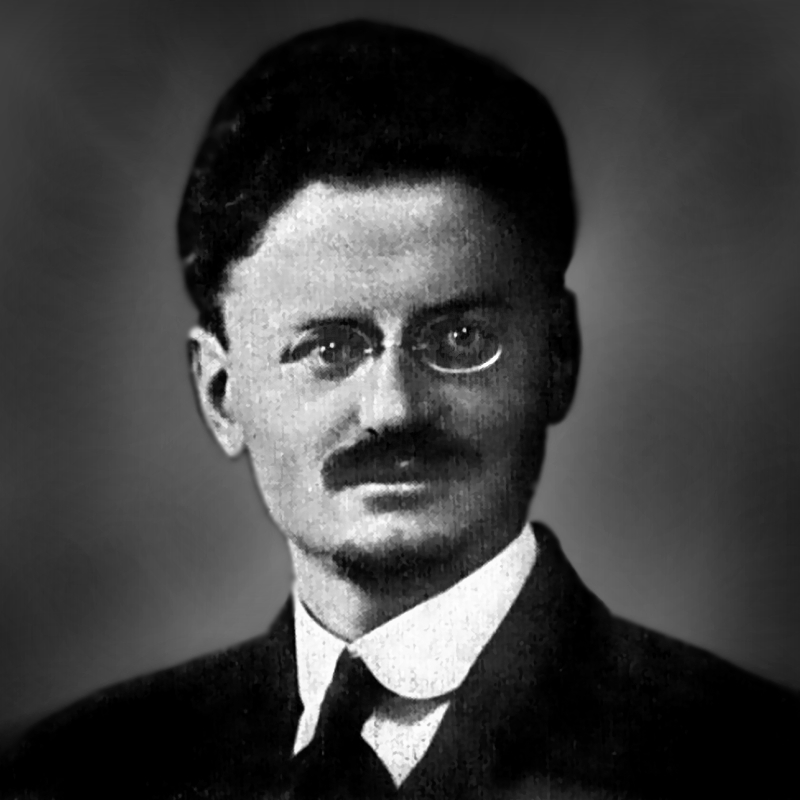
第四國際创始人列夫·托洛茨基

国际托派在其兴起（1930年代初期）以后的十余年里伴随着世界革命高涨而一度壮大，例如在比利时、法国、美国等发达国家都有一定力量，在斯里兰卡甚至有好几年争取到了左翼力量的多数（智利托派甚至参与了总统大选，提出十分激进的政治纲领）。但总的来说，斯大林控制的第三国际仍支配着整个国际共产主义运动，并部分地由此导致世界革命的节节败退（从中国1927年中国国民党清党，以及导致希特勒在德国上台，到西班牙内战在1937年的巨大失败等等）。
直到1980年代末－1990年代初东欧剧变和苏联解体之前，国际托派一直是一个规模不大但十分活跃的派系，但有个别托派政党在所在国影响较大（例如锡兰的兰卡平等社会党）。据托洛茨基日记记载，在1930年代中期，第四国际成员约有3000多人。在希特勒上台前，德国托派约有750人。在中国，1931年成立了聚集起500多人的托派政党“中国共产党左派反对派”（包括中国共产党首任总书记陈独秀和一批中层干部）。从这些数字可以看出托派兴起时的大致规模。二次大战极大地损伤了第四国际的多数支部，因为托派也积极参与了各种反压迫斗争因而被迫害（特别值得一提的是许多中国托派投入了抗日战争和后来的国共内战）。二战后，第四国际党员在所有的工人官僚国家（苏联、东欧、中国、越南、古巴等）最终都遭到污蔑、诋毁和残酷迫害（郑超麟、周仁生等几百名中国托洛茨基主义者，因为政见不同，在“革命政府”下坐了20多年牢，并长期被认为是“帝国主义和资产阶级的走狗”；部分托派如王凡西、楼国华、向青等，则流亡海外或港澳地区）。
在欧美和拉丁美洲，托派的影响渐渐扩大。但第四国际在1953年的大分裂后却不断陷于各种小的分裂，尽管有1963年所谓的“重新统一”，但到1970年代，仍出现了7、8个各自为政的“第四国际”，它们互相指责对方为“机会主义”。尽管如此，托派思想仍对欧洲政治思想界产生了很大影响，1968年的法国五月风暴即深受托派思想及其活动的影响。1970年代，托派的传统核心据点第四国际法国支部开始派出人员投入法国总统大选，尽管得票率很小，但产生了一定社会影响。出于欧洲的阶级矛盾和阶级斗争的评估，第四国际联合书记处（这是长期以来最正统也最大的一个托派国际组织）的主要负责人、社会活动家和理论家埃内斯特·曼德尔曾说，1970、1980年代的资本主义欧洲已具备建立无产阶级专政的客观条件，但为何事实上并未出现新的欧洲无产阶级专政国家，这是值得第四国际成员乃至所有左翼人士反思的。

### 分裂
实际上，第四国际在长期领导工人运动的过程中，受资本主义社会和日常改良事务行政化的影响，更由于迟迟不到的欧美社会主义革命，其上层也在发生为托派所喋喋诟病的官僚化倾向。
第四国际另一名中央书记皮埃尔·弗朗克写于1970年代的党史教材《第四国际》，已具有显著的领导层本位意识，与工人阶级的革命立场渐行渐远。这种官僚化腐化的倾向以及不满现状的普通托派的革新呼声，是第四国际越来越陷于分裂和琐碎争论的一个不可忽视的重大原因，也是运动僵而不进（例如1968年法国革命的大失败和1975年葡萄牙革命的半途而废）的结果之一。

### 21世紀後

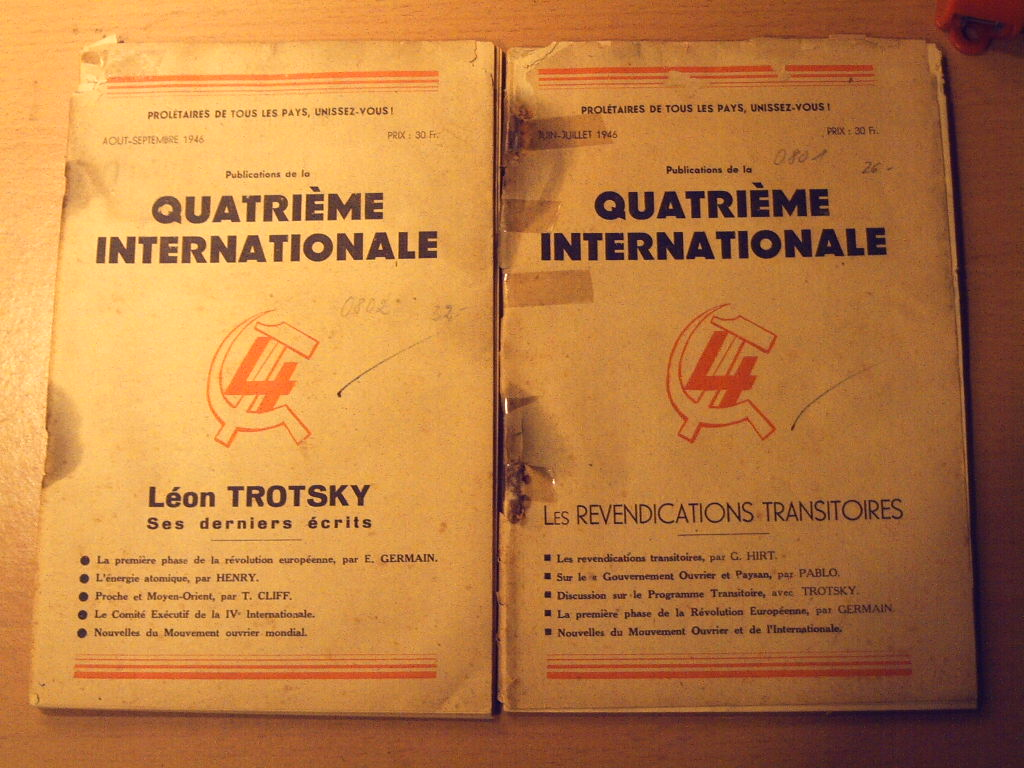
第四国际文件

相对过去而言，1990年代初苏东剧变后的第四国际经过十年左右的反思和整合后，取得了较大发展。
2003年，第四国际召开了第十五次世界代表大会，讨论了从西方工人运动、前社会主义国家的资本复辟到同性恋、生态危机等一系列世界政治议题，并通过一系列决议。
第四国际各个支部积极参与反战争和反资本主义全球化活动，例如英国托派积极参与反对伊拉克战争等大规模群众运动。

## 现状
目前，有两个托派国际组织（第四国际国际委员会和总部设在巴黎的第四国际）自称为1938年成立的第四国际的直接延续。现在一般所称“第四国际”，即总部设在巴黎的第四国际（过去，它的领导机关是联合书记处，因此该组织原来也被称作“第四国际联合书记处”。2003年，该组织的领导机关由联合书记处变更为执行局和国际委员会，所以现在已经很少用“第四国际联合书记处”来称呼该组织）。
第四国际面临着领导层官僚化、失去传统的产业工人阶级基础的危险。另外，部分试图革新的托派组织为了打破过去的托派造成的不利政治局面，存在着不管良莠好坏、急于招兵买马的功利实用化倾向。

## 目前与第四国际有联系的政党和组织

### 支部
- 阿根廷 群众
- 阿根廷 人民力量
- 奥地利 社会主义替代
- 比利时 反资本主义左翼
- 巴西 反叛
- 巴西 反叛—民主重建
- 巴西 颠覆
- 巴西 火花
- 巴西 生态社会主义反叛
- 巴西 生态社会主义革命
- 巴西 社会主义左翼运动[4]
- 魁北克 社会主义左翼
- 丹麦 社会主义工人政治
- 法國 新反资本主义党—反资本主义者
- 法属安的列斯（ ） 社会主义革命团体
- 德国 国际社会主义组织
- 希腊 希腊国际主义共产主义者组织—斯巴达克斯
- 希腊 第四国际纲领倾向[5]
- 香港 先驱社
- 印度 激进社会主义者
- 義大利 反资本主义左翼
- 義大利 共同网络
- 日本 第四国际日本协议会[6]
  - 日本革命的共産主義者同盟
  - 国际主义劳动者全国协议会
- 墨西哥 工人革命党
- 荷蘭 社会主义和反资本主义计划—无国界
- 菲律賓 革命工人党—棉兰老
- 巴基斯坦 第四国际巴基斯坦支部
- 查谟克什米尔人民工人党
- 西班牙 反资本主义者
- 加泰罗尼亚 反资本主义者
- 瑞典 社会主义政治
- 土耳其 争取社会主义民主新道路
- 英格兰   反资本主义抵抗
- 苏格兰 生态社会主义者.scot
- 美国 团结社

### 同情组织
- 生态社会主义女性主义网络
- 黎巴嫩 革命共产主义团体
- 墨西哥 社会主义团结联盟
- 墨西哥 人民力量社会主义运动
- 挪威 挪威国际主义联盟

### 常驻观察员
- 社会主义替代
- 巴西 社会主义人民行动
- 巴西 抵抗
- 工人斗争
- 科西嘉 左翼
- 爱尔兰 RISE
- 秘魯 加入[7]
- 瑞士 争取社会主义运动
- 瑞士 团结
- 美国 改革和革命
- 美国 暴风雨[8]
- 委內瑞拉 统一查韦斯主义社会主义联盟[9]

### 支持第四国际的非附属政党和组织
- 阿尔及利亚 社会主义工人党
- 孟加拉国共产党（马列）
- 加拿大 社会主义行动
- 摩洛哥 女战士
- 葡萄牙 反资本主义网络
- 葡萄牙 红鼹鼠
- 波多黎各 社会主义民主
- 西班牙 革命反资本主义左翼
- 斯里蘭卡 社会主义人民论坛
- 南非 力量！
- 突尼西亞 工人左翼联盟
- 美国 社会主义复兴[10]

### 目前有支持第四国际的内部派系的政党和组织
- 巴西 社会主义和自由党
- 加拿大 新社会主义团体
- 哥伦比亚 哥伦比亚生态社会主义运动
- 丹麦 团结名单—红绿联盟
- 法國 新反资本主义党—革命者
- 法國 一起！
- 法國 生态主义左翼
- 德国 左翼党
- 爱尔兰 人民先于利润
- 義大利 自我管理研究中心[11]
- 巴基斯坦 人民权利党
- 巴拉圭 社会主义人民融合党
- 秘魯 争取美好生活新秘鲁
- 葡萄牙 左翼集团
- 葡萄牙 播种未来[12]
- 苏格兰 苏格兰社会党
- 瑞典 左翼党
- 土耳其 土耳其工人党
- 乌克兰 社会运动
- 美国 美国民主社会主义者

## 过去与第四国际有联系的政党和组织

### 前支部
- 阿根廷 工人革命党
- 巴西 社会主义民主
- 巴西 公社
- 英国 社会主义行动
- 英国 国际社会主义团体
- 加拿大 社会主义挑战
- 中国 中国共产主义同盟
- 中国/ 英屬香港/ 香港 中国革命共产党
- 英屬香港 革命马克思主义者同盟
- 埃及 第四国际支部
- 社会主义民主潮流
- 德国 革命社会主义联盟
- 德国 国际社会主义左翼
- 印度 革命共产主义组织
- 愛爾蘭 人民民主
- 義大利 批判左翼
- 日本 日本托洛茨基主义联盟
- 日本 日本革命的共产主义者同盟（第四国际日本支部）
- 日本 第四国际日本支部再建准备组
- 日本 第四国际女性解放组
- 盧森堡 革命社会党
- 巴拉圭 第四国际支部
- 葡萄牙 革命社会主义政治协会
- 俄羅斯 俄罗斯社会主义运动
- 斯里蘭卡 兰卡平等社会党
- 斯里蘭卡 兰卡平等社会党（革命者）
- 斯里蘭卡 新平等社会党
- 突尼西亞 革命共产主义组织
- 英国 社会主义抵抗

### 前同情组织
- 阿根廷 社会主义民主
- 智利 革命社会主义倾向
- 愛爾蘭 社会主义民主
- 模里西斯 斗争
- 墨西哥 社会主义融合
- 南非 争取社会主义行动工人组织
- 美国 社会主义工人党

### 前常驻观察员
- 阿根廷 工人社会主义运动
- 民主社会主义观点
- 巴西 社会主义抵抗集体
- 法國 统一左翼
- 法國 反资本主义左翼
- 在战斗中学习
- 希腊 红色
- 希腊 国际主义工人左翼
- 印度尼西亞 人民政治
- 巴基斯坦 巴基斯坦劳动党
- 巴基斯坦 阶级斗争
- 苏格兰 国际社会主义运动
- 瑞士 社会主义替代/团结
- 瑞士 反资本主义左翼
- 美国 国际社会主义组织
- 委內瑞拉 社会主义潮流

### 过去支持第四国际的非附属政党和组织
- 伊朗 伊朗社会主义工人党
- 義大利 格瓦拉集体
- 美国 社会主义行动

### 过去有支持第四国际的内部派系的政党和组织
- 哥伦比亚 争取社会主义存在
- 科西嘉 民族左翼运动
- 德国 争取团结观点协会
- 黎巴嫩 社会主义论坛
- 马来西亚 马来西亚社会主义党
- 摩洛哥 统一社会党
- 挪威 红色选举联盟
- 挪威 社会主义左翼党
- 巴基斯坦 人民工人党
- 巴拉圭 社会主义人民融合党
- 波蘭 革命左翼潮流
- 波多黎各 争取社会主义运动
- 留尼汪 争取留尼汪替代新自由主义秩序运动
- 塞内加尔 一起行动/非洲争取民主和社会主义党
- 西班牙 我们能
- 巴斯克 站起来
- 叙利亚 叙利亚反全球化活动者
- 土耳其 自由和团结党
- 美国 劳工标准

## 内部派系
争取革命国际倾向得到以下组织支持：
- 奥地利  德国 革命社会主义组织[13][14]
- 法國 反资本主义和革命[a][15]
- 法國 火花派[b][16]
- 希腊 希腊国际主义共产主义者组织—斯巴达克斯
- 墨西哥 社会主义团结联盟
- 西班牙 革命反资本主义左翼
- 美国 现在发声/革命工人团体[17]